# 1991年のNBAドラフト
1991年のNBAドラフトは、1991年度のNBAドラフト。1991年6月26日、ニューヨーク州ニューヨーク市で開催された。

## ドラフト指名
| PG | ポイントガード | SG | シューティングガード | SF | スモールフォワード | PF | パワーフォワード | C | センター |

| * | バスケットボール殿堂入り      |
| ^ | 現役プレーヤー                |
| S | NBAオールスター               |
| A | オールNBAチーム               |
| R | NBAオールルーキーチーム       |
| D | NBAオールディフェンシブチーム |
| C | NBAチャンピオン               |
| F | ファイナルMVP                 |
| # | NBAでのプレー経験なし         |
| M | シーズンMVP                   |

### 1巡目
| 指名順 | 選手名                          | 経歴    | 国籍           | 指名チーム                                             | 出身校など                     |
| ------ | ------------------------------- | ------- | -------------- | ------------------------------------------------------ | ------------------------------ |
| 1      | ラリー・ジョンソン (PF)         | S A R   | アメリカ合衆国 | シャーロット・ホーネッツ                               | ネバダ大学ラスベガス校         |
| 2      | ケニー・アンダーソン (PG)       |         | アメリカ合衆国 | ニュージャージー・ネッツ                               | ジョージア工科大学             |
| 3      | ビリー・オーウェンス (SF)       |         | アメリカ合衆国 | サクラメント・キングス →(ゴールデンステイトにトレード) | シラキュース大学               |
| 4      | ディケンベ・ムトンボ (C)        | S A R D | ザイール       | デンバー・ナゲッツ                                     | ジョージタウン大学             |
| 5      | スティーブ・スミス (SG)         | S R C   | アメリカ合衆国 | マイアミ・ヒート                                       | ミシガン州立大学               |
| 6      | ダグ・スミス (PF)               |         | アメリカ合衆国 | ダラス・マーベリックス                                 | ミズーリ大学                   |
| 7      | ルーク・ロングリー (C)          | C       | オーストラリア | ミネソタ・ティンバーウルブズ                           | ニューメキシコ大学             |
| 8      | マーク・メイコン (SG)           |         | アメリカ合衆国 | デンバー・ナゲッツ                                     | テンプル大学                   |
| 9      | ステイシー・オーグモン (SG/SF)  | R       | アメリカ合衆国 | アトランタ・ホークス                                   | ネバダ大学ラスベガス校         |
| 10     | ブライアン・ウィリアムズ (PF/C) |         | アメリカ合衆国 | オーランド・マジック                                   | アリゾナ大学                   |
| 11     | テレル・ブランドン (PG)         | S R     | アメリカ合衆国 | クリーブランド・キャバリアーズ                         | オレゴン大学                   |
| 12     | グレッグ・アンソニー (PG)       |         | アメリカ合衆国 | ニューヨーク・ニックス                                 | ネバダ大学ラスベガス校         |
| 13     | デイル・デイヴィス (PF)         | S       | アメリカ合衆国 | インディアナ・ペイサーズ                               | クレムゾン大学                 |
| 14     | リッチ・キング (C)              |         | アメリカ合衆国 | シアトル・スーパーソニックス                           | ネブラスカ大学                 |
| 15     | アンソニー・エイベント (PF)     |         | アメリカ合衆国 | アトランタ・ホークス                                   | シートン・ホール大学           |
| 16     | クリス・ギャトリング (PF)       |         | アメリカ合衆国 | ゴールデンステート・ウォリアーズ                       | オールド・ドミニオン大学       |
| 17     | ヴィクター・アレクサンダー (C)  |         | アメリカ合衆国 | ゴールデンステート・ウォリアーズ                       | アイオワ州立大学               |
| 18     | ケビン・ブルックス (SF)         |         | アメリカ合衆国 | ミルウォーキー・バックス                               | ルイジアナ大学ラファイエット校 |
| 19     | ラブラッドフォード・スミス (SG) |         | アメリカ合衆国 | ワシントン・ブレッツ                                   | ルイビル大学                   |
| 20     | ジョン・ターナー (PF)           |         | アメリカ合衆国 | ヒューストン・ロケッツ                                 | フィリップス大学               |
| 21     | エリック・マードック (PG)       |         | アメリカ合衆国 | ユタ・ジャズ                                           | プロビデンス大学               |
| 22     | レロン・エリス (PF)             |         | アメリカ合衆国 | ロサンゼルス・クリッパーズ                             | シラキュース大学               |
| 23     | スタンリー・ロバーツ (C)        |         | アメリカ合衆国 | オーランド・マジック                                   | ルイジアナ州立大学             |
| 24     | リック・フォックス (SF)         | R C     | カナダ         | ボストン・セルティックス                               | ノースカロライナ大学           |
| 25     | ショーン・ヴァンダイバー        |         | アメリカ合衆国 | ゴールデンステート・ウォリアーズ                       | コロラド大学                   |
| 26     | マーク・ランドル (PF)           |         | アメリカ合衆国 | シカゴ・ブルズ                                         | カンザス大学                   |
| 27     | ピート・チルカット (PF)         | C       | アメリカ合衆国 | サクラメント・キングス                                 | ノースカロライナ大学           |

### 2巡目
| 指名順 | 選手名                           | 経歴 | 国籍           | 指名チーム                             | 出身校など                           |
| ------ | -------------------------------- | ---- | -------------- | -------------------------------------- | ------------------------------------ |
| 28     | ケビン・リンチ (G/F)             |      | アメリカ合衆国 | シャーロット・ホーネッツ               | ミネソタ大学                         |
| 29     | ジョージ・アクレス (C/PF)        |      | アメリカ合衆国 | マイアミ・ヒート                       | ネバダ大学ラスベガス校               |
| 30     | ロドニー・モンロー (G/F)         |      | アメリカ合衆国 | アトランタ・ホークス                   | ノースカロライナ州立大学             |
| 31     | ランディ・ブラウン (PG)          |      | アメリカ合衆国 | サクラメント・キングス                 | ニューメキシコ州立大学               |
| 32     | チャド・ギャラガー (C)           |      | アメリカ合衆国 | フェニックス・サンズ                   | クレイトン大学                       |
| 33     | ドナルド・ホッジ (C)             |      | アメリカ合衆国 | ダラス・マーベリックス                 | テンプル大学                         |
| 34     | マイロン・ブラウン (G)           |      | アメリカ合衆国 | ミネソタ・ティンバーウルブズ           | スリパリーロック大学ペンシルバニア校 |
| 35     | マイク・イウッソリー (G)         |      | アメリカ合衆国 | ダラス・マーベリックス                 | セントフランシス大学                 |
| 36     | クリストファー・コルチアーニ (G) |      | アメリカ合衆国 | オーランド・マジック                   | ノースカロライナ州立大学             |
| 37     | エリオット・ペリー (PG)          |      | アメリカ合衆国 | ロサンゼルス・クリッパーズ             | メンフィス大学                       |
| 38     | ジョー・ワイリー (PF)            |      | アメリカ合衆国 | ロサンゼルス・クリッパーズ             | マイアミ大学 (フロリダ州)            |
| 39     | ジミー・オリバー (G/F)           |      | アメリカ合衆国 | クリーブランド・キャバリアーズ         | パデュー大学                         |
| 40     | ダグ・オバートン (PG)            |      | アメリカ合衆国 | デトロイト・ピストンズ                 | ラ・サール大学                       |
| 41     | ショーン・グリーン (F/G)         |      | アメリカ合衆国 | インディアナ・ペイサーズ               | アイオワ大学                         |
| 42     | スティーブ・フッド (SF)          |      | アメリカ合衆国 | サクラメント・キングス                 | ジェームズ・メディソン大学           |
| 43     | ラモント・ストラザーズ (G)       |      | アメリカ合衆国 | ゴールデンステート・ウォリアーズ       | クリストファー・ニューポート大学     |
| 44     | アルバロ・テヘラン (C)           |      | コロンビア     | フィラデルフィア・セブンティシクサーズ | ヒューストン大学                     |
| 45     | ボビー・フィルズ (SG)            |      | アメリカ合衆国 | ミルウォーキー・バックス               | サザン大学                           |
| 46     | リチャード・デューマス (F)       |      | アメリカ合衆国 | フェニックス・サンズ                   | オクラホマ州立大学                   |
| 47     | キース・ヒューズ (PF)            |      | アメリカ合衆国 | ヒューストン・ロケッツ                 | ラトガース大学                       |
| 48     | アイザック・オースティン (C)     |      | アメリカ合衆国 | ユタ・ジャズ                           | アリゾナ州立大学                     |
| 49     | グレッグ・サットン (G)           |      | アメリカ合衆国 | サンアントニオ・スパーズ               | オーラル・ロバーツ大学               |
| 50     | ジョーイ・ライト (SG)            |      | アメリカ合衆国 | フェニックス・サンズ                   | テキサス大学                         |
| 51     | ザン・タバック (C)               |      | クロアチア     | ヒューストン・ロケッツ                 | KKスプリト (クロアチア)              |
| 52     | アンソニー・ジョーンズ (SF)      |      | アメリカ合衆国 | ロサンゼルス・レイカーズ               | オーラル・ロバーツ大学               |
| 53     | ボン・マクデイド (SG)            |      | アメリカ合衆国 | ニュージャージー・ネッツ               | ウィスコンシン大学ミルウォーキー校   |
| 54     | マーカス・ケネディ (PF)          |      | アメリカ合衆国 | ポートランド・トレイルブレイザーズ     | イースタンミシガン大学               |

## ドラフト外入団の主な選手
- ダレル・アームストロング (PG), ファイエットビル州立大学
- ロバート・パック (PG), 南カリフォルニア大学